# 九龙桦
九龙桦（学名：Betula jiulungensis）是桦木科桦木属的植物，是中国的特有植物。分布于中国大陆的四川等地，生长于海拔2,400米的地区，多生于林中，目前尚未由人工引种栽培。